# Ideopsis sophonisbe
Ideopsis sophonisbe är en fjärilsart som beskrevs av Hans Fruhstorfer 1904. Ideopsis sophonisbe ingår i släktet Ideopsis och familjen praktfjärilar. Inga underarter finns listade i Catalogue of Life.